# Comté de Calvert
Pour les articles homonymes, voir Calvert.
Ne doit pas être confondu avec Calvert (Maryland).
Le comté de Calvert (anglais : Calvert County) est un comté de l'État du Maryland aux États-Unis. Il s'agit d'une péninsule, bordée à l'est par la baie de Chesapeake et à l'ouest par la rivière Patuxent. Le siège du comté est à Prince Frederick. Selon le recensement de 2020, sa population est de 92 783 habitants.

## Géographie
Le comté a une superficie de 894 km2, dont 557 km2 de terres.

### Comtés adjacents
- Comté d'Anne Arundel (nord)
- Comté du Prince George (nord-ouest)
- Comté de Charles (ouest)
- Comté de Dorchester (est)
- Comté de Talbot (est)
- Comté de Saint Mary (sud)

## Personnalités liées
- Charles Ball, esclave puis marron